# Seinvlag

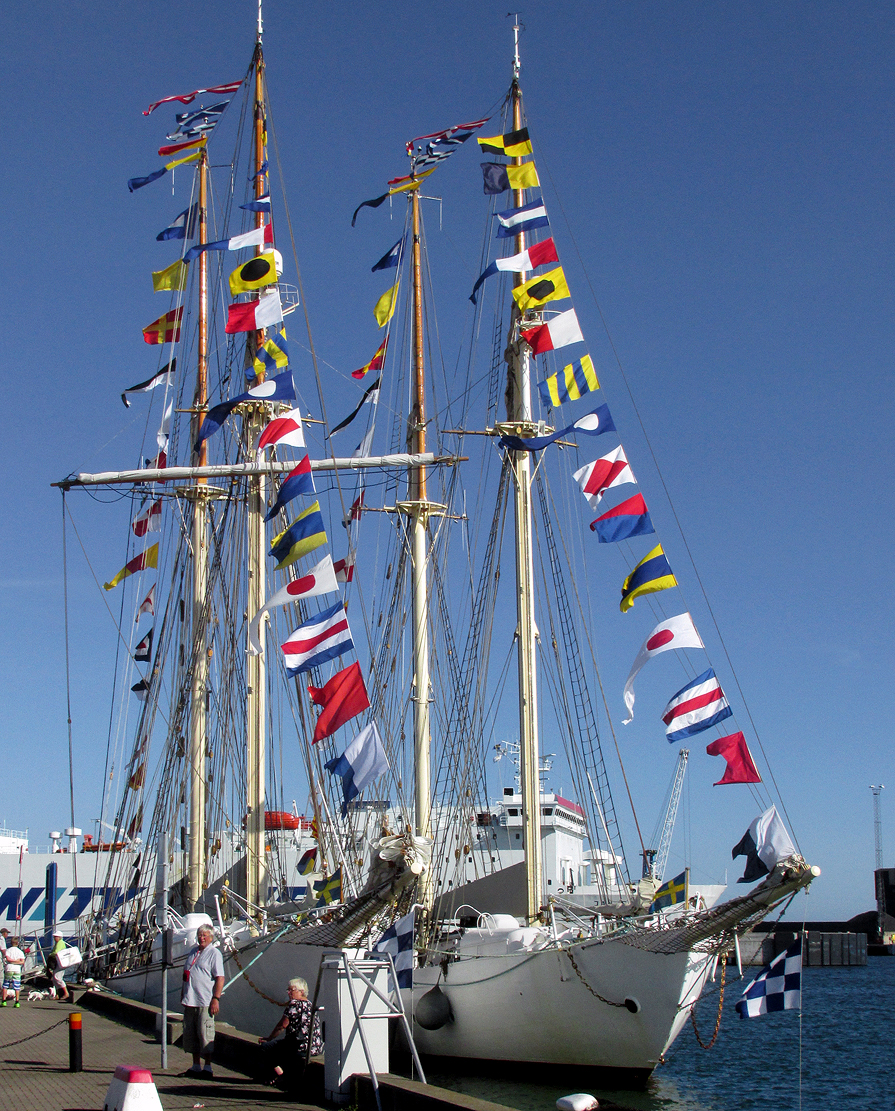
Twee zeilschepen met seinvlaggen.

Het systeem van seinvlaggen, de internationale standaard van maritieme signaalvlaggen, omvat de vlaggen voor alle letters van het alfabet, plus de cijfers. De betekenis van de vlaggen is door de Internationale Maritieme Organisatie universeel vastgelegd.
Seinvlaggen waren vroeger de manier van communiceren tussen schepen. Deze communicatie wordt nog wel gebruikt maar is toch grotendeels verdreven door de modernere vormen, met name de radiocommunicatie.

## Geschiedenis
In 1817 werd door de Britse marineofficier Frederick Marryat een systeem ontwikkeld om koopvaardijschepen door middel van seinvlaggen vanaf afstand op zee te herkennen. Een schip kreeg een groep en een nummer toebedeeld en diende de bijbehorende seinvlaggen te voeren. Op deze wijze konden tot 19.752 schepen worden onderscheiden. Later werd het systeem uitgebreid met groepen voor Britse en andere oorlogsschepen. Het systeem werd vanaf 1854 aangeduid als The Universal Code of Signals for the Mercantile Marine of All Nations en bestond tot ca. 1890, waarna het door de voorloper van het huidige systeem werd vervangen.
De Board of Trade ontwierp in 1855 een vlaggenalfabet dat in 1857 werd gepubliceerd. Dit systeem werd al snel door andere landen overgenomen. In het Internationaal Seinboek van 1901 werd het voor het eerst opgenomen. Het systeem werd in de loop der jaren aangepast en uitgebreid en vormde de basis voor het systeem met seinvlaggen zoals wij dat nu nog kennen.

## Communicatie met vlaggen
Men kan een bericht seinen met een bepaalde combinatie van vlaggen. De betekenis wordt in een codeboek opgezocht (zie externe link onderaan). Hieronder een voorbeeld waaruit blijkt hoe men met een paar vlaggen een groot aantal verschillende berichten kan geven.
|  |  | AM     | Hebt u een arts aan boord?                                              |
|  |  | AL     | Ja, we hebben een arts.                                                 |
|  |  | MAJ 33 | De patiënt is 33 jaar oud.                                              |
|  |  | MBS 40 | De temperatuur is 40 graden.                                            |
|  |  | MDF 24 | De patiënt heeft pijn in de onderbuik. (De cijfers geven de plaats aan) |
|  |  | MEM    | De patiënt braakt.                                                      |
|  |  | MQE8   | Ik denk dat de patiënt lijdt aan blindedarmontsteking.                  |
|  |  | MVS    | Ik kom liever bij u aan boord om de patiënt zelf te onderzoeken.        |
|  |  | MRK    | Volg de instructies in het medische handboek op.                        |
|  |  | MVP    | Breng de patiënt zo snel mogelijk aan land.                             |
|  |  | MPE    | Uw instructies worden uitgevoerd.                                       |
|  |  | MPF    | Het gaat weer wat beter met de patiënt.                                 |
|  |  | UW1    | Bedankt voor de hulp en een goede reis verder!                          |

## Zeilraces
In zeilraces worden de vlaggen ook gebruikt, maar dan hebben ze weer een geheel eigen betekenis. De P wordt bijvoorbeeld gebruikt voor het aankondigen van de voorbereiding op de start (prepatory), de S voor een ingekorte (shortened) wedstrijd.

## Namen en getallen
Het is natuurlijk ook mogelijk namen en getallen te seinen. In dat geval worden de letters en cijfers zonder codering gebruikt. In bovenstaande tabel zijn de leeftijd en de temperatuur van een patiënt in gewone cijfers doorgegeven.

## Pavoiseren
Bij feestelijke gelegenheden kan een schip met de seinvlaggen versierd worden (pavoiseren). De vlaggen worden dan in een willekeurige volgorde langs het want gehangen.
Bij alle marines worden overwegend van voor naar achteren meer rode, meer witte, meer blauwe seinvlaggen getoond

## Seinvlaggen
De tabel hieronder toont alle vlaggen en de berichten die met een enkele vlag worden gegeven. Een schip dat de gele Q-vlag (quarantaine) voert geeft hiermee aan dat het een besmettelijke zieke aan boord heeft, of verzoekt douane aan boord te komen. De P-vlag, bijgenaamd 'Blue Peter', wordt gehesen om aan te geven dat de boot binnen een zekere tijd zal vertrekken en dat de opvarenden aan boord moeten komen. Een speciale betekenis heeft het hijsen van de C en de N (ja en nee) tegelijkertijd, dat geeft aan dat het schip in nood verkeert.
| A  |  | Ik heb een duiker beneden; houd goed vrij van mij en vaar langzaam. |    | N | | Nee (ontkennend) |
| B  |  | Ik laad, los of vervoer gevaarlijke stoffen | O  |   | Man overboord. |                  |
| C  |  | Ja (bevestigend) | P  |   | In de haven: allen die met het schip meegaan, moeten aan boord komen (Blue Peter). Op zee: mijn netten zitten vast aan een obstakel. |                  |
| D  |  | Houd vrij van mij, ik kan moeilijk manoeuvreren. | Q  |   | Quarantaine. Mijn schip is gezond. Ik verzoek praktika. |                  |
| E  |  | Ik verander van koers naar stuurboord. | R  |   | Heeft geen betekenis als losse seinvlag. (Alternatief: Ik heb uw laatste sein ontvangen.) |                  |
| F  |  | Ik ben ontredderd, stel u met mij in verbinding. | S  |   | Ik sla achteruit. |                  |
| G  |  | Ik verlang een loods. | T  |   | Houd vrij van mij, ik ben bezig met spanvissen. |                  |
| H  |  | Ik heb een loods aan boord. | U  |   | U stuurt een gevaarlijke koers. |                  |
| I  |  | Ik verander van koers naar bakboord | V  |   | Ik heb hulp nodig. |                  |
| J  |  | Ik sta in brand en heb gevaarlijke lading aan boord. Houd vrij van mij. | W  |   | Ik heb medische hulp nodig. |                  |
| K  |  | Ik heb een bericht voor u | X  |   | Onderbreek het ten uitvoer brengen van uw voornemens en let op seinen van mij. |                  |
| L  |  | Op zee: U moet uw schip onmiddellijk stoppen. In de haven: Ik lig onder quarantaine | Y  |   | Ik sleep mijn anker over de grond. |                  |
| M  |  | Mijn schip ligt gestopt en maakt geen vaart meer door het water. | Z  |   | Ik heb een sleepboot nodig. |                  |
|    |  | |    |   | |                  |
|    |  | |    |   | |                  |
| 0  |  | | 5  |   | |                  |
| 1  |  | | 6  |   | |                  |
| 2  |  | | 7  |   | |                  |
| 3  |  | | 8  |   | |                  |
| 4  |  | | 9  |   | |                  |
|    |  | |    |   | |                  |
|    |  | |    |   | |                  |
| <  |  | Code / Antwoordvlag, decimaalteken - Halverwege: Gereed om een bericht te ontvangen - Omhoog: Bericht begrepen (waarna de vlag weer naar halverwege wordt verplaatst) - Naar beneden: Einde van bericht - In combinatie met cijfers: Decimaalteken - Bij een NAVO-oorlogsschip boven een reeks vlaggen: het bericht moet gelezen worden volgens de internationale code. (NAVO-oorlogsschepen gebruiken een eigen code wanneer deze vlag niet boven het bericht is gehesen.) | v2 |   | Tweede vervangingswimpel Over het algemeen hijst men maximaal vier vlaggen tegelijk. De vervangingswimpels worden gebruikt als meerdere keren dezelfde vlag nodig is en er maar een stel vlaggen aan boord is. Wil men bijvoorbeeld 'Zeeland' seinen, dan seint men eerst Z E v2 L en daarna A N D. Met 'v2' wordt dan bedoeld: hier had dezelfde vlag moeten hangen die al op de tweede plaats hangt. |                  |
| v1 |  | Eerste vervangingswimpel | v3 |   | Derde vervangingswimpel |                  |

## Andere vlaggen
Naast het internationale systeem met seinvlaggen waren er ook nationaal vlaggen die een functie hadden. Zo heeft iedere rederij een eigen vlag. Deze werd in de negentiende eeuw gebruikt om de eigenaar van een schip op afstand te kunnen vaststellen. Naderhand werd in de visserij deze  functie volledig overgenomen door de combinatie van de lettercode van de thuishaven en een volgnummer op het schip. Nationaal bestonden er ook vlaggen zoals de zoutvlag, die aangaf dat het schip zout vervoerde. Na afschaffing van de zoutaccijns had deze vlag geen functie meer.
Zie ook Semafooralfabet, een ander systeem, waarvoor maar twee vlagen worden gebruikt.